# Isoetes dodgei
Isoetes dodgei là một loài dương xỉ trong họ Isoetaceae. Loài này được A.A. Eaton mô tả khoa học đầu tiên năm 1898.
Danh pháp khoa học của loài này chưa được làm sáng tỏ. 